# خارپشت شکم‌برهنه
جوجه‌تیغی شکم‌برهنه (نام علمی: Paraechinus nudiventris) نام یک گونه از سرده خارپشت‌های بیابانی است. این جانور بومی جنوب شرقی هند است. این خارپشت کوچک جثه بوده و در سن ۱۰ ماهگی به بلوغ جنسی رسیده و خارپشت مادر معمولا ۴-۶ نوزاد در هر زایمان به دنیا می آورد.